# مظفرالدین گوکبوری
گوکبری (به انگلیسی: Gökböri)، یا مظفرالدین گوکبری (نام کامل: الملک المعظم مظفر الدین أبو سعید کوکبری)، امیر و فرمانده صلاح‌الدین ایوبی و حاکم شهر اربیل بود. وی به دو دولت حاکم بر سوریه، شام و مصر یعنی زنگیان و ایوبیان خدمت کرد که نقش مهمی در فتوحات و پیروزی‌های صلاح‌الدین ایوبی در اراضی مقدس و شامات و جزیره داشت که بعدها جنگ‌هایی علیه دول صلیبی در جریان جنگ صلیبی سوم رهبری و هدایت می‌کرد.